# Белберов, Петар
Петар Руменов Белберов (болг. Петър Руменов Белберов; род. 17 февраля 1990, София) — болгарский боксёр-любитель, выступающий в тяжёлой весовой категории. Выступает за сборную Болгарии по боксу на всём протяжении 2010-х — начала 2020-х годов, бронзовый призёр чемпионата Европы (2015), серебряный призёр чемпионата ЕС (2018), многократный чемпион Болгарии, многократный победитель и призёр международных и национальных турниров в любителях.

## Биография
Петар Белберов родился 17 февраля 1990 года в Софии, Болгария. Заниматься боксом начал в возрасте семнадцати лет, проходил подготовку в боксёрском клубе «Шторм» под руководством тренера Йордана Митева. Получил диплом бакалавра по экономике Университета национального и мирового хозяйства и магистра по IT Нового болгарского университета. Его мать Катя — чемпионка Болгарии по академической гребле, преподаватель философии, директор по маркетингу, отец Румен — хирург.

## Любительская карьера
Впервые заявил о себе на международной арене в сезоне 2010 года, когда вошёл в состав болгарской национальной сборной и побывал на международном мемориальном турнире Радована Бисича в Баня-Луке, откуда привёз награду бронзового достоинства, выигранную в тяжёлой весовой категории.

### 2011—2014 годы
В феврале 2011 года стал бронзовым призёром домашнего международного турнира «Странджа».
Затем в июне 2011 года участвовал на чемпионате Европы в Анкаре (Турция), но в 1/8 финала досрочно техническим нокаутом проиграл румыну Михаю Нистору.
И в сентябре 2011 года участвовал в чемпионате мира в Баку (Азербайджан), в весе свыше 91 кг, где в первом раунде соревнований проиграл опытному иранцу Жасему Делавари.
В 2013 году впервые стал чемпионом Болгарии по боксу в категории свыше 91 кг.
А в 2014 году добавил в послужной список бронзовые медали, полученные на турнирах «Золотой гонг» в Македонии, Gee Bee в Финляндии и на «Страндже», где в полуфинале уступил узбеку Баходиру Жалолову.

### 2015 год
В июне 2015 года на Европейских играх в Баку (Азербайджан) попасть в число призёров не смог, и уже на предварительном этапе потерпел поражение от венгра Иштвана Берната.
Но в августе 2015 года на домашнем европейском первенстве в Самокове завоевал бронзовую награду в тяжёлом весе.
В октябре 2015 года принимал участие в мировом первенстве в Дохе (Катар), но в 1/8 финала турнира по очкам (счёт: 0:3) проиграл опытному хорвату Филипу Хрговичу.
Пытался пройти отбор на летние Олимпийские игры 2016 года в Рио-де-Жанейро, но не смог этого сделать — провалил европейскую квалификацию в Самсуне и всемирную квалификацию в Баку.

### 2017 год
В феврале 2017 года стал победителем в весе свыше 91 кг на представительном международном турнире «Странджа» проходившем в Софии (Болгария), в полуфинале победив опытного казаха Камшыбека Кункабаева, а в финале победив россиянина Ивана Верясова.
Также в 2017 году одержал победу на турнире «Таммер», и боксировал на чемпионате Европы в Харькове, где был остановлен азербайджанцем Магомедрасулом Меджидовым.
Начиная с этого времени выступал также в полупрофессиональной лиге World Series of Boxing, представляя британскую команду «Львиные сердца».

### 2018 год
В феврале 2018 года стал победителем в весе свыше 91 кг и лучшим боксёром среди мужчин на представительном международном турнире «Странджа» проходившем в Софии (Болгария), где в полуфинале победил индуса Сатиша Кумара, и в финале победил опытного армянина Гургена Оганесяна.
В ноябре 2018 года стал серебряным призёром чемпионата Европейского союза в Вальядолиде (Испания) в весе свыше 91 кг, в полуфинале раздельным решением судей победив молодого испанца Айюба Гадфа Дрисси, но в финале уступив опытному англичанину Фрейзеру Кларку.

### 2019 год
В феврале 2019 года завоевал серебро в весе свыше 91 кг на представительном международном турнире «Странджа» проходившем в Софии (Болгария), в полуфинале победив хорвата Луку Пратлячича, но в финале проиграв американцу Ричарду Торресу.
В июне 2019 года на Европейских играх в Минске (Белоруссия) дошёл до четвертьфинала, но в четвертьфинале в конкурентном бою потерпел поражение со счётом 2:3 от выступающего за Францию Мурада Алиев — который в итоге стал серебряным призёром Европейских игр 2019 года.
В сентябре 2019 года участвовал в чемпионате мира в Екатеринбурге (Россия), в весе свыше 91 кг, где он в 1/16 финала соревнований досрочно техническим нокаутом в 1-м раунде проиграл испанцу Айюбу Гадфа Дрисси.

### 2021 год
В феврале 2021 года завоевал бронзу в весе свыше 91 кг на представительном международном турнире «Странджа» проходившем в Софии (Болгария), в полуфинале досрочно проиграв украинцу Цотне Рогаве.
В начале июня 2021 года в Париже (Франция), в четвертьфинале квалификационного турнира, проиграл россиянину Ивану Верясову, и не смог пройти квалификацию на Олимпийские игры 2020 года в Токио.
В конце октября 2021 года в Белграде (Сербия), участвовал в чемпионате мира, в категории свыше 92 кг. Где в 1/16 финала по досрочно победил боксёра с Сейшел Кедди Агнеса, но в 1/8 финала проиграл по очкам единогласным решением судей (счёт: 0:5) боксёру из Турции Берату Ачару.